# یوری اوتکین
یوری اوتکین (انگلیسی: Iurii Utkin؛ زادهٔ ۳ اوت ۱۹۹۰) ورزشکار اسکی صحرانوردی اهل اوکراین است.
وی در مسابقات کشوری و بین‌المللی در مجموع برندهٔ ۱ مدال نقره، ۱ مدال برنز شده‌است.